# Distaccamento d'esplorazione dell'esercito 10
Il Distaccamento d'esplorazione dell'esercito 10 (DEE 10 o DRA 10) è un'unità di forze speciali dell'esercito svizzero incaricato di eseguire azioni violente contro il terrorismo in Svizzera e all'estero. Dal 2010 fa parte del Kommando Spezialkräfte svizzero.
È un'unità d'elite specializzata in guerra non convenzionale e operazioni speciali ed è paragonabile quale equipaggiamento ed addestramento ai Navy SEALs statunitensi e ai SAS britannici.

## Storia
Nel quadro della riforma Esercito XXI, il 24 ottobre 2001 veniva sotto posta l'Assemblea federale (Svizzera) una relazione dove si invitava la Svizzera a formare una unità di forze speciali; in grado di condurre azioni contro il terrorismo in Svizzera e all'estero; a proteggere i cittadini svizzeri e i soldati che vivono all'estero.
Nel 2003, Al comando del maggiore Daniel Stoll è stata creata questa unità forte di 30 uomini che sarebbero stati i futuri istruttori; con una struttura interna simile a quella dei SAS britannici.
Nel 2007, il DEE 10 ha partecipato in Norvegia all'esercizio "Cold Response 2007".
Mentre durante la manifestazione "Le Giornate dell'Esercito" di Lugano dal 20 al 25 novembre, 2007 venne svelato al pubblico.
Nel 2010 l'Assemblea Federale ha istituito il KSK, nel quale sono confluite diverse forze speciali tra le quali gli esploratori.

## Film documentario
- AAD10 – Im Dienst der Eidgenossenschaft. In: SRF Dok, 3. November 2022 (49 Min.; YouTube, German).